# Міжнародний Олімпійський день

Олімпійські кільця — емблема Олімпійських ігор

Міжнародний Олімпійський День — святкується рішенням Міжнародного олімпійського комітету щорічно 23 червня.

## Історія
Міжнародний олімпійський комітет ухвалив рішення в січні 1948 року під час 42 сесії МОК у Санкт-Мориці щорічно святкувати Міжнародний Олімпійський день 23 червня. Ця дата була обрана для того, щоб увічнити дату створення МОК 23 червня 1894 року, опісля того, як ентузіаст відродження олімпійського руху барон П'єр де Кубертен у Парижі оголосив свою історичну доповідь перед міжнародним атлетичним конгресом. Після того, як конгрес ухвалив рішення щодо проведення 1896 року в Греції першої Олімпіади, Кубертен очолив створений тоді ж МОК.

## Заходи
Основний захід, що супроводжує Міжнародний Олімпійський День, це організація масових забігів на довгі дистанції 23 червня, або в найближчі вихідні до цього дня. МОК рекомендував Національним Олімпійським Комітетам влаштовувати різні спортивні свята, здебільшого бігові, для того, щоб залучити максимальну кількість учасників, поширюючи цим олімпійську концепцію «Спорт для всіх». Олімпійська хартія МОК говорить:

Олімпійський рух має за мету виховувати молодь за допомогою спорту в дусі кращого взаєморозуміння і дружби, сприяючи, у такий спосіб, створенню кращого й спокійнішого світу.